# Comitetul Economic și Social European

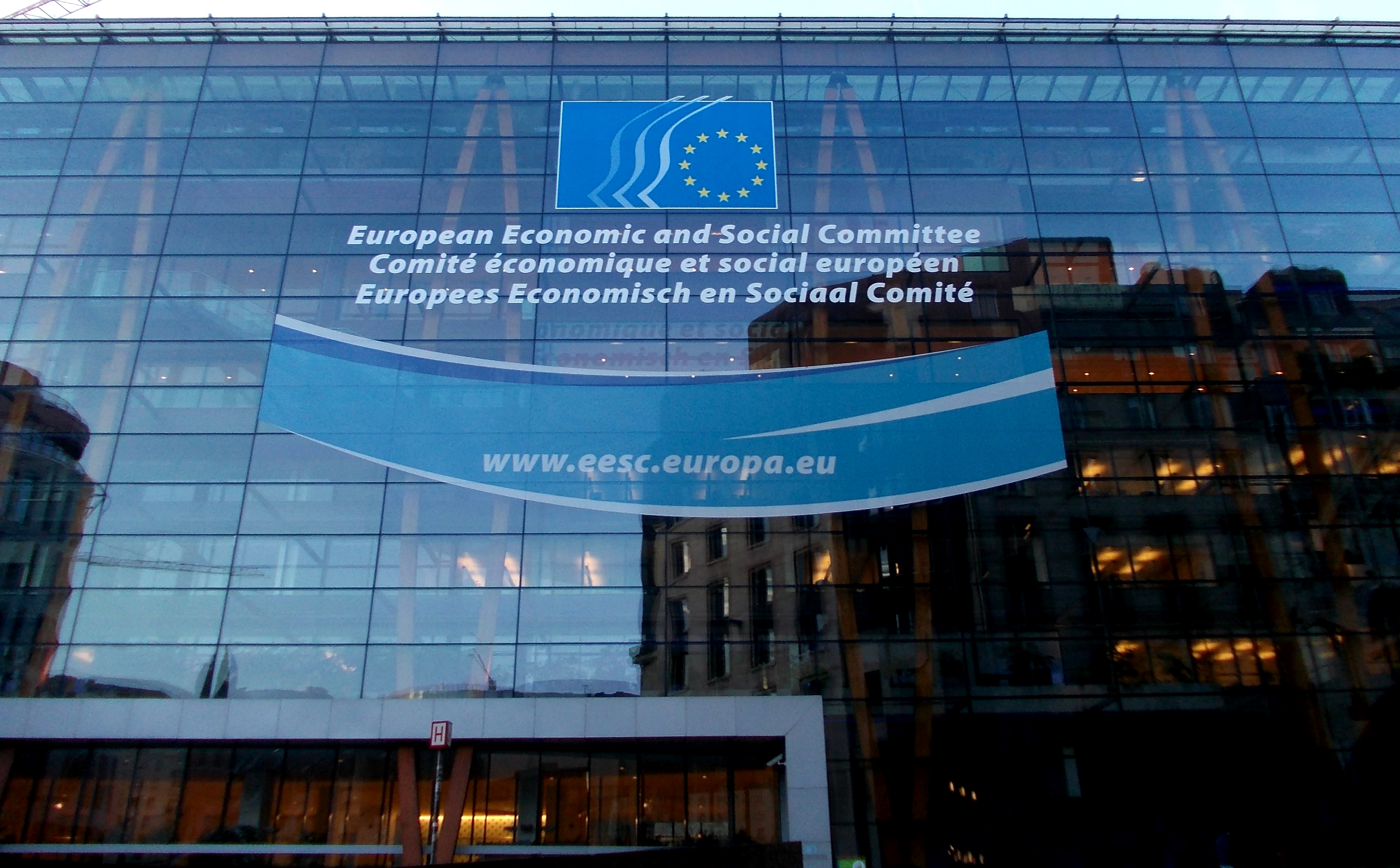
Address: Rue Belliard 99/101, 1040 Bruxelles, Belgium
President: Oliver Röpke
Founded: 1958
Purpose: Represent employers, employees and various interest groups
Membership: 329
Phone: +32 2 546 90 11
Jurisdiction: European Union

Comitetul Economic și Social European (CESE) este un organism al Uniunii Europene.
Are sediul la Bruxelles și are rol consultativ pe lângă Parlamentul European și Comisia Europeană.
Constituit în anul 1957 prin Tratatul de la Roma, CESE reprezintă, în același timp, o structură de dialog și o platformă instituțională care le permite actorilor din viața economică și socială să ia parte la procesul de decizie comunitară.
Deține un număr de 350 de consilieri.